# Nenad
Nenad (in cirillico: Ненад) è un nome proprio di persona croato e serbo maschile.

## Origine e diffusione
Si basa su un vocabolo serbo e croato che vuol dire "inatteso", "inaspettato"; è il nome di uno dei due fratelli protagonisti della canzone popolare Predrag e Nenad (dalla quale è tratto anche il nome Predrag).

## Onomastico
Il nome è adespota, ossia privo di santo patrono; l'onomastico ricorre quindi il 1º novembre, in occasione di Ognissanti.

## Persone

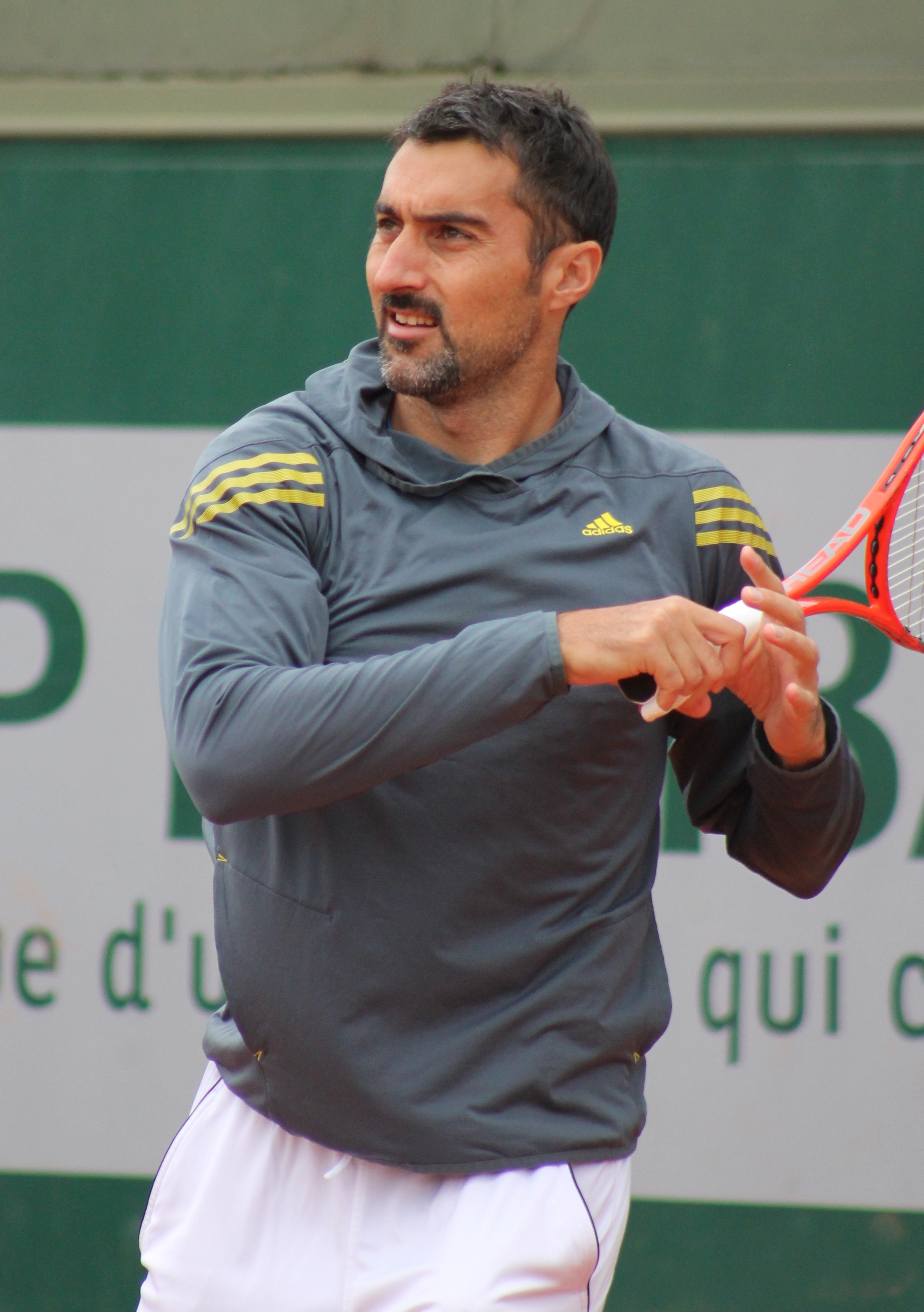
Nenad Zimonjić

- Nenad Knežević, vero nome di Knez, cantante montenegrino
- Nenad Krstić, cestista serbo
- Nenad Krstičić, calciatore serbo
- Nenad Petrović, compositore di scacchi croato
- Nenad Pralija, calciatore e dirigente sportivo croato
- Nenad Stekić, atleta serbo
- Nenad Stojanović, politologo, giornalista e politico svizzero
- Nenad Šulava, scacchista croato
- Nenad Tomović, calciatore serbo
- Nenad Zimonjić, tennista serbo